# 希多洛夫卡

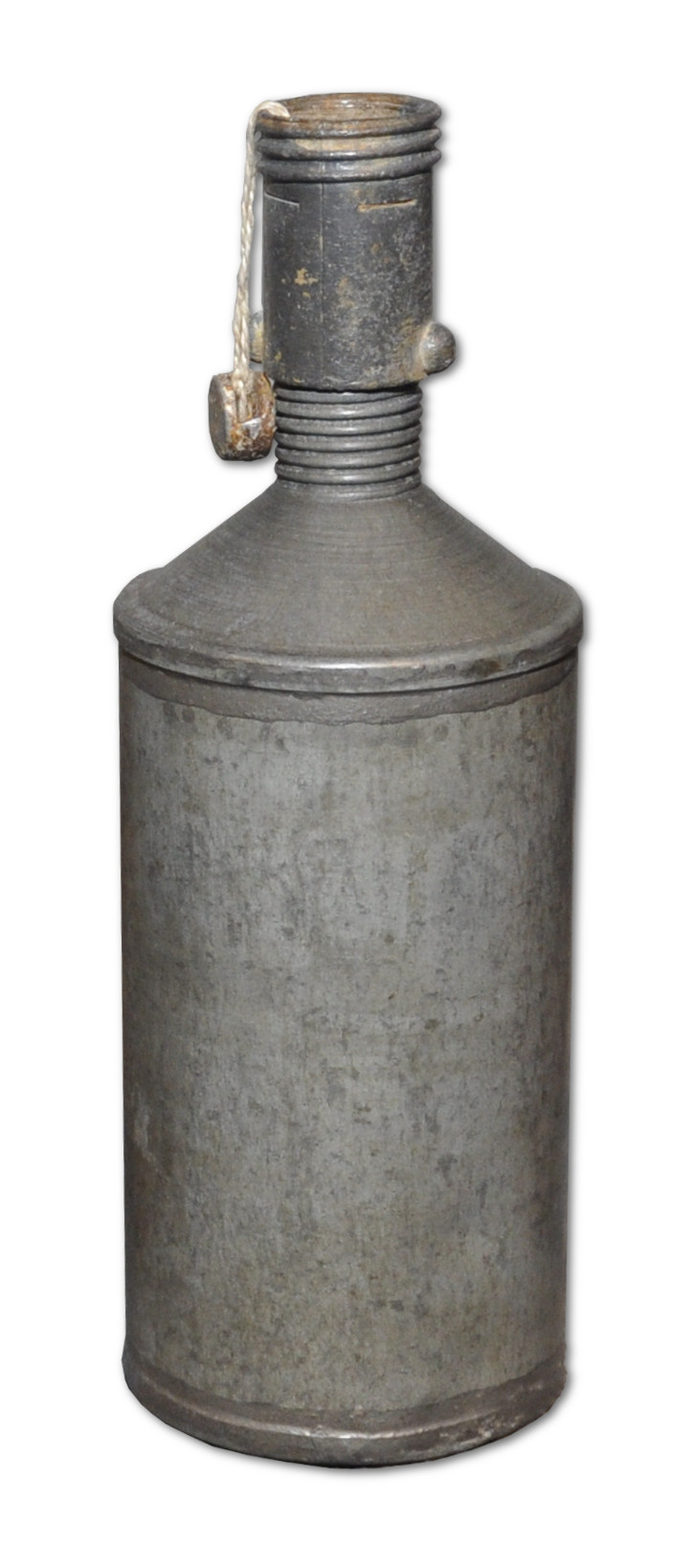
希多洛夫卡

希多洛夫卡（Sidolówka）是波蘭家鄉軍在第二次世界大战期间在被納粹德國占领的波兰境内生产的手榴弹。 
希多洛夫卡一名源自“希多尔”（Sidol）——一种产自汉高公司，在波兰销售的金属清洁剂。
抵抗组织首先于1942年在华沙开始制造希多洛夫卡，当时化学家扬·柴可拉斯基帶隊研發，他手下是一群华沙理工大学的教授。
波方在华沙起义和风暴行动中的其他战斗中都曾大量使用希多洛夫卡手榴弹。